# قطعنامه ۱۲۰۰ شورای امنیت
قطعنامه ۱۲۰۰ شورای امنیت سازمان ملل متحد که در تاریخ ۳۰ سپتامبر ۱۹۹۸ تصویب شد، سندی بین‌المللی دربارهٔ دادگاه بین‌المللی برای رواندا است. این قطعنامه طی نشست ۳۹۳۴ام با ۱۵ رای موافق، ۰ مخالف و ۰ ممتنع تصویب شد.